# Ambrózy György (jogász)
Sédeni Ambrózy György (? – Buda, 1786) jogász.

## Életrajza
Károlyi Antal gróf és Grassalkovich Antal herceg ügyigazgatója volt. Munkája, amelyben a korabeli magyar jog összefoglalását nyújtotta, korának egyik legismertebb és leghasználtabb kézikönyve volt.

## Műve
- Idea universis juris hungarici (Buda, 1756, ezt még több kiadás követte)

A mű kézirata jelenleg az Országos Széchényi Könyvtár kézirattárában található.